# Chiesa della Santissima Annunziata (Capannoli)
La chiesa della Santissima Annunziata è un edificio religioso che si trova a Capannoli, in provincia di Pisa.

## Storia e descrizione
Detta anticamente "Santa Maria a Urbano"o "Il Romitorio", risale al 1631 e fu innalzata per ringraziare la Vergine Maria per la protezione accordata al popolo di Capannoli in occasione della grande pestilenza dell'anno precedente.
Di origine tardo gotica, preceduta da un'elegante loggia, fu completamente rinnovata nel 1714 dall'architetto Francesco Melani in stile barocco, progettando un'elegante loggia preceduta da una serliana.
L'interno, ad unica navata, conserva varie decorazioni musive con stucchi; lungo le pareti si trovano lapidi mortuarie e tombe gentilizie. I due altari laterali in pietra risalgono al 1624, pur con aggiunte successive. Sull'altare destro, un dipinto del pittore Pandolfo Titi raffigurante l'Angelo custode; sul sinistro, il Martirio di san Sebastiano, attribuito a Ranieri del Pace.
Particolarmente interessante per la ricchezza dell'intaglio è l'altare maggiore, in legno policromato; al centro, entro una cornice intagliata, si trovano due statue raffiguranti l'Annunciazione; si tratta di due manichini in legno che, secondo un uso assai diffuso, indossano preziosi abiti dell'epoca.
Nella chiesa riposano le ceneri di Pascasio Giannetti, professore di Albiano, che morì a Capannoli il 20 giugno 1742.
In una cappella vicina vi sono due statue attribuite al Cieco di Gambassi (1603-1642); una terza (San Bernardino) è riferita alla scuola robbiana.
Al complesso architettonico si aggiunge un campanile in stile pisano eretto nel 1837.